# Chwarzenko
Chwarzenko (kaszb. Chwôrzënko, niem. Klein Gwarszno, 1867-1918 Elsenthal) – wieś pogranicza kaszubsko-kociewskiego w Polsce położona w województwie pomorskim, w powiecie kościerskim, w gminie Stara Kiszewa przy drodze wojewódzkiej nr .
W latach 1975–1998 miejscowość administracyjnie należała do województwa gdańskiego.
Inne miejscowości o nazwie Chwarzno: Chwarzno